# MotoGP katalán nagydíj

A verseny helyszíne, a Circuit Catalunya

A MotoGP katalán nagydíja a MotoGP egy versenye, melyet 1996 óta rendeznek meg.

## Az eddigi győztesek
| Év   | Helyszín  | MotoE            | MotoE          | Moto3        | Moto2      | MotoGP            | Összefoglaló |
| Év   | Helyszín  | Verseny 1        | Verseny 2      | Moto3        | Moto2      | MotoGP            | Összefoglaló |
| ---- | --------- | ---------------- | -------------- | ------------ | ---------- | ----------------- | ------------ |
| 2024 | Catalunya | Oscar Gutiérrez  | Kevin Zannoni  | David Alonso | Ogura Ai   | Francesco Bagnaia | Összefoglaló |
| 2023 | Catalunya | Andrea Mantovani | Mattia Casadei | David Alonso | Jake Dixon | Aleix Espargaró   | Összefoglaló |

| Év   | Helyszín  | Moto3        | Moto2            | MotoGP           | Összefoglaló |
| ---- | --------- | ------------ | ---------------- | ---------------- | ------------ |
| 2022 | Catalunya | Izan Guevara | Celestino Vietti | Fabio Quartararo | Összefoglaló |

| Év   | Helyszín  | MotoE       | Moto3         | Moto2        | MotoGP          | Összefoglaló |
| ---- | --------- | ----------- | ------------- | ------------ | --------------- | ------------ |
| 2021 | Catalunya | Miquel Pons | Sergio García | Remy Gardner | Miguel Oliveira | Összefoglaló |

| Év   | Helyszín  | Moto3             | Moto2            | MotoGP             | Összefoglaló |
| ---- | --------- | ----------------- | ---------------- | ------------------ | ------------ |
| 2020 | Catalunya | Darryn Binder     | Luca Marini      | Fabio Quartararo   | Összefoglaló |
| 2019 | Catalunya | Marcos Ramírez    | Álex Márquez     | Marc Márquez       | Összefoglaló |
| 2018 | Catalunya | Enea Bastianini   | Fabio Quartararo | Jorge Lorenzo      | Összefoglaló |
| 2017 | Catalunya | Joan Mir          | Álex Márquez     | Andrea Dovizioso   | Összefoglaló |
| 2016 | Catalunya | Jorge Navarro     | Johann Zarco     | Valentino Rossi    | Összefoglaló |
| 2015 | Catalunya | Danny Kent        | Johann Zarco     | Jorge Lorenzo      | Összefoglaló |
| 2014 | Catalunya | Álex Márquez      | Esteve Rabat     | Marc Márquez       | Összefoglaló |
| 2013 | Catalunya | Luis Salom        | Pol Espargaró    | Jorge Lorenzo      | Összefoglaló |
| 2012 | Catalunya | Maverick Viñales  | Andrea Iannone   | Jorge Lorenzo      | Összefoglaló |
| Év   | Helyszín  | 125 cm³           | Moto2            | MotoGP             | Összefoglaló |
| 2011 | Catalunya | Nicolás Terol     | Stefan Bradl     | Casey Stoner       | Összefoglaló |
| 2010 | Catalunya | Marc Márquez      | Takahasi Júki    | Jorge Lorenzo      | Összefoglaló |
| Év   | Helyszín  | 125 cm³           | 250 cm³          | MotoGP             | Összefoglaló |
| 2009 | Catalunya | Andrea Iannone    | Álvaro Bautista  | Valentino Rossi    | Összefoglaló |
| 2008 | Catalunya | Mike di Meglio    | Marco Simoncelli | Dani Pedrosa       | Összefoglaló |
| 2007 | Catalunya | Kojama Tomojosi   | Jorge Lorenzo    | Casey Stoner       | Összefoglaló |
| 2006 | Catalunya | Álvaro Bautista   | Andrea Dovizioso | Valentino Rossi    | Összefoglaló |
| 2005 | Catalunya | Mattia Pasini     | Dani Pedrosa     | Valentino Rossi    | Összefoglaló |
| 2004 | Catalunya | Héctor Barberá    | Randy de Puniet  | Valentino Rossi    | Összefoglaló |
| 2003 | Catalunya | Dani Pedrosa      | Randy de Puniet  | Loris Capirossi    | Összefoglaló |
| 2002 | Catalunya | Manuel Poggiali   | Marco Melandri   | Valentino Rossi    | Összefoglaló |
| 2001 | Catalunya | Lucio Cecchinello | Kató Daidzsiró   | Valentino Rossi    | Összefoglaló |
| 2000 | Catalunya | Simone Sanna      | Olivier Jacque   | Kenny Roberts, Jr. | Összefoglaló |
| 1999 | Catalunya | Arnaud Vincent    | Valentino Rossi  | Àlex Crivillé      | Összefoglaló |
| 1998 | Catalunya | Manako Tomomi     | Valentino Rossi  | Michael Doohan     | Összefoglaló |
| 1997 | Catalunya | Valentino Rossi   | Ralf Waldmann    | Michael Doohan     | Összefoglaló |
| 1996 | Catalunya | Manako Tomomi     | Max Biaggi       | Carlos Checa       | Összefoglaló |
| Év   | Helyszín  | 125 cm³           | 250 cm³          | 500 cm³            | Összefoglaló |